# 2019-es öttusa-Európa-bajnokság
A 2019-es öttusa-Európa-bajnokságot a nagy-britanniai Bathban rendezték 2019. augusztus 6. és augusztus 11. között.

## Eredmények

### Férfi
| Versenyszám | Arany                                                      | Ezüst                                                            | Bronz                                                |
| Egyéni      | Jamie Cooke · Egyesült Királyság                           | Valentin Prades · Franciaország                                  | Martin Vlach · Csehország                            |
| Csapat      | Egyesült Királyság · Joe Choong · Jamie Cooke · Tom Toolis | Franciaország · Valentin Belaud · Brice Loubet · Valentin Prades | Csehország · Jan Kuf · Ondřej Polívka · Martin Vlach |
| Váltó       | Egyesült Királyság · Myles Pillage · Oliver Murray         | Ukrajna · Vladyslav Radvynskyi · Andriy Fedechko                 | Magyarország · Málits István · Bereczki Richárd      |

### Női
| Versenyszám | Arany                                                              | Ezüst                                                                         | Bronz                                                                    |
| Egyéni      | Laura Asadauskaitė · Litvánia                                      | Kate French · Egyesült Királyság                                              | Iryna Prasiantsova · Fehéroroszország                                    |
| Csapat      | Egyesült Királyság · Kate French · Joanna Muir · Francesca Summers | Fehéroroszország · Iryna Prasiantsova · Anastasiya Prokopenko · Volha Silkina | Litvánia · Laura Asadauskaitė · Ieva Serapinaitė · Gintarė Venčkauskaitė |
| Váltó       | Oroszország · Anastasia Petrova · Ekaterina Khuraskina             | Olaszország · Irene Prampolini · Beatrice Mercuri                             | Magyarország · Barta Luca · Réti Kamilla                                 |

### Vegyes
| Versenyszám | Arany                                               | Ezüst                                       | Bronz                                              |
| Váltó       | Egyesült Királyság · Myles Pillage · Kerenza Bryson | Csehország · David Kindl · Eliška Přibylová | Olaszország · Valerio Grasselli · Irene Prampolini |